# Combitube
Combitube hay ống hai lòng thực quản-khí quản là một thiết bị y tế sử dụng trong quá trình xử trí cấp cứu tại viện và sơ cứu bệnh nhân trước khi vào viện. Thiết bị được thiết kế để tạo ra đường thở nhân tạo nhằm đảm bảo thông khí cơ học cho bệnh nhân bị suy hô hấp.

## Mô tả và các sử dụng
Cấu tạo của combitube gồm cuff (cớp, vòng bít), ống hai lòng được đưa qua miệng bệnh nhân để đảm bảo đường thở và giúp thông khí. Tức là "ống xa" (hình bên cạnh là ống (2), màu trong suốt) được đặt là vào thực quản, tại đó cuff được bơm căng để cố định ống. Còn chức năng thông khí là nhờ "ống gần" (ống (1), màu xanh dương) được đặt ngang mức thanh quản. Hiếm khi thấy dùng "ống xa" để đặt nội khí quản, thông khí nhờ phần "ống xa". Bơm phồng cuff trong thực quản giúp ngăn ngừa phổi hít phải chất chứa trong dạ dày, nguy cơ hít phải chất chứa tăng lên nếu bệnh nhân sử dụng mask thanh quản. Việc hít phải chất chứa từ dạ dày sẽ gây nên viêm phổi hít.
Tính dễ sử dụng của Combitube khiến nó trở thành một lựa chọn để áp dụng xử trí cấp cứu, sơ cứu trước khi vào viện, những nơi mà những bác sĩ hoặc nhân viên y tế có kinh nghiệp không có mặt ngay ở hiện trường để đặt ống nội khí quản. Nhược điểm của Combitube được chứng minh bằng các báo cáo về biến chứng nghiêm trọng như sặc vào phổi, thủng thực quản và rối loạn chức năng thần kinh sọ.
Mặc dù từ năm 2000, Combitube được Hội Tim mạch Hoa Kỳ và Hội đồng Hồi sức Châu Âu đề xuất như một lựa chọn cho các tình huống mà nhân viên y tế đặt nội khí quản không thành công, thiết bị y tế này hiếm khi được sử dụng bên ngoài phòng cấp cứu tức là sơ cứu bệnh nhân trước khi đến viện, vì nó không cho phép kiểm soát đường thở lâu dài. Một số lựa chọn thay thế cho Combitube bao gồm mask thanh quản, ống nội khí quản và ống thanh quản.